# Charles-François Daubigny

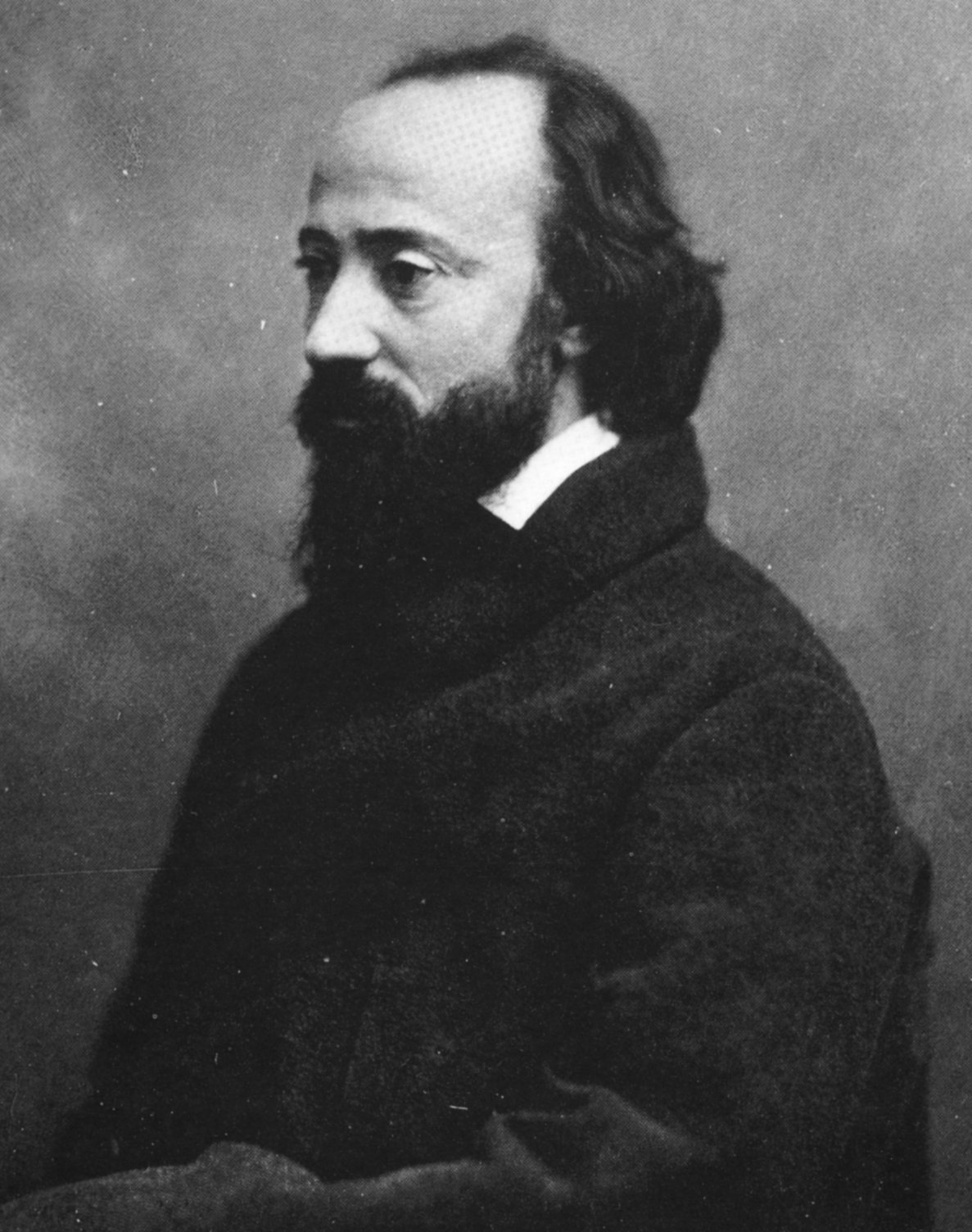
Charles-François Daubigny

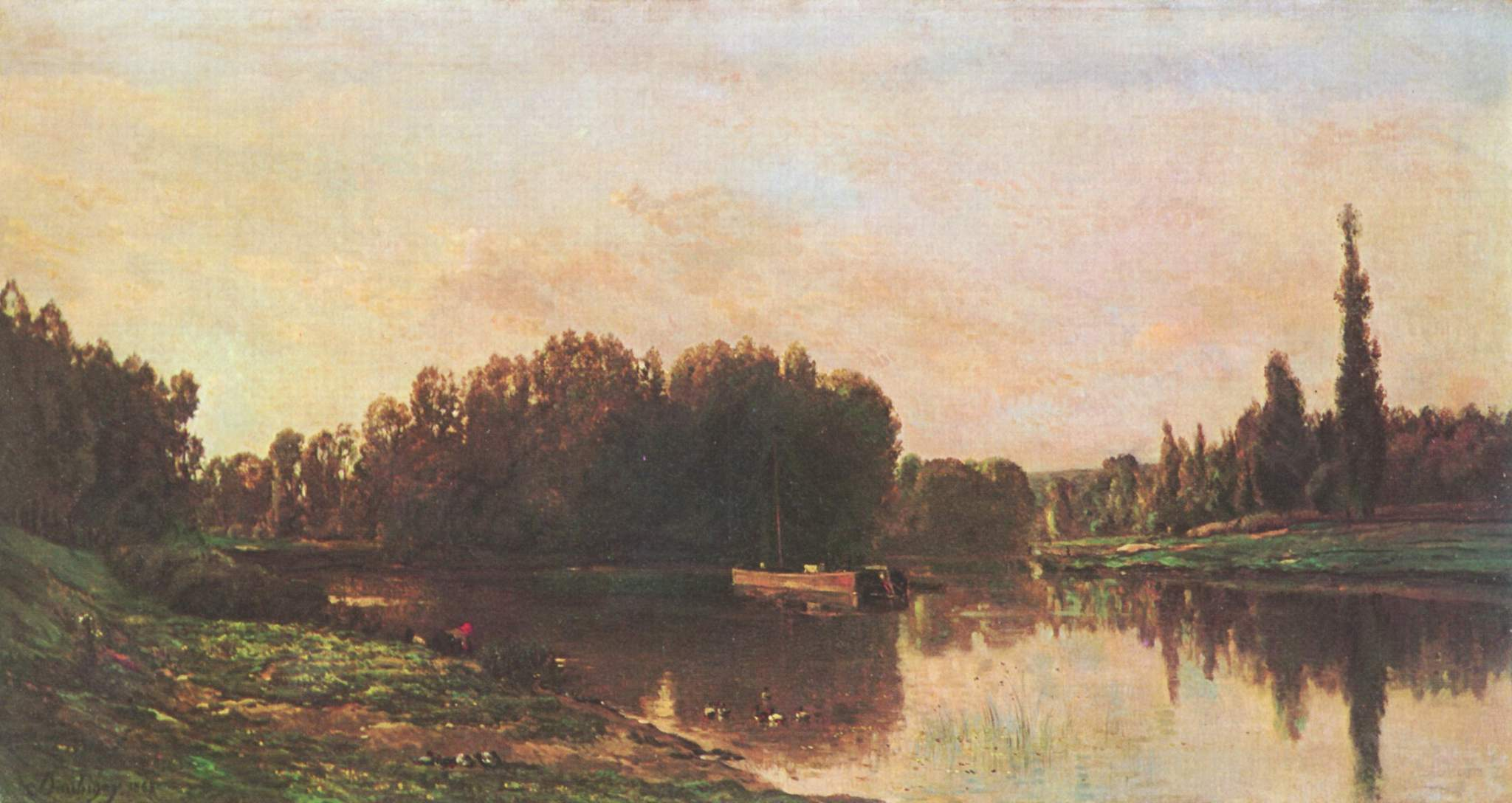
Der Zusammenfluss der Seine und Oise

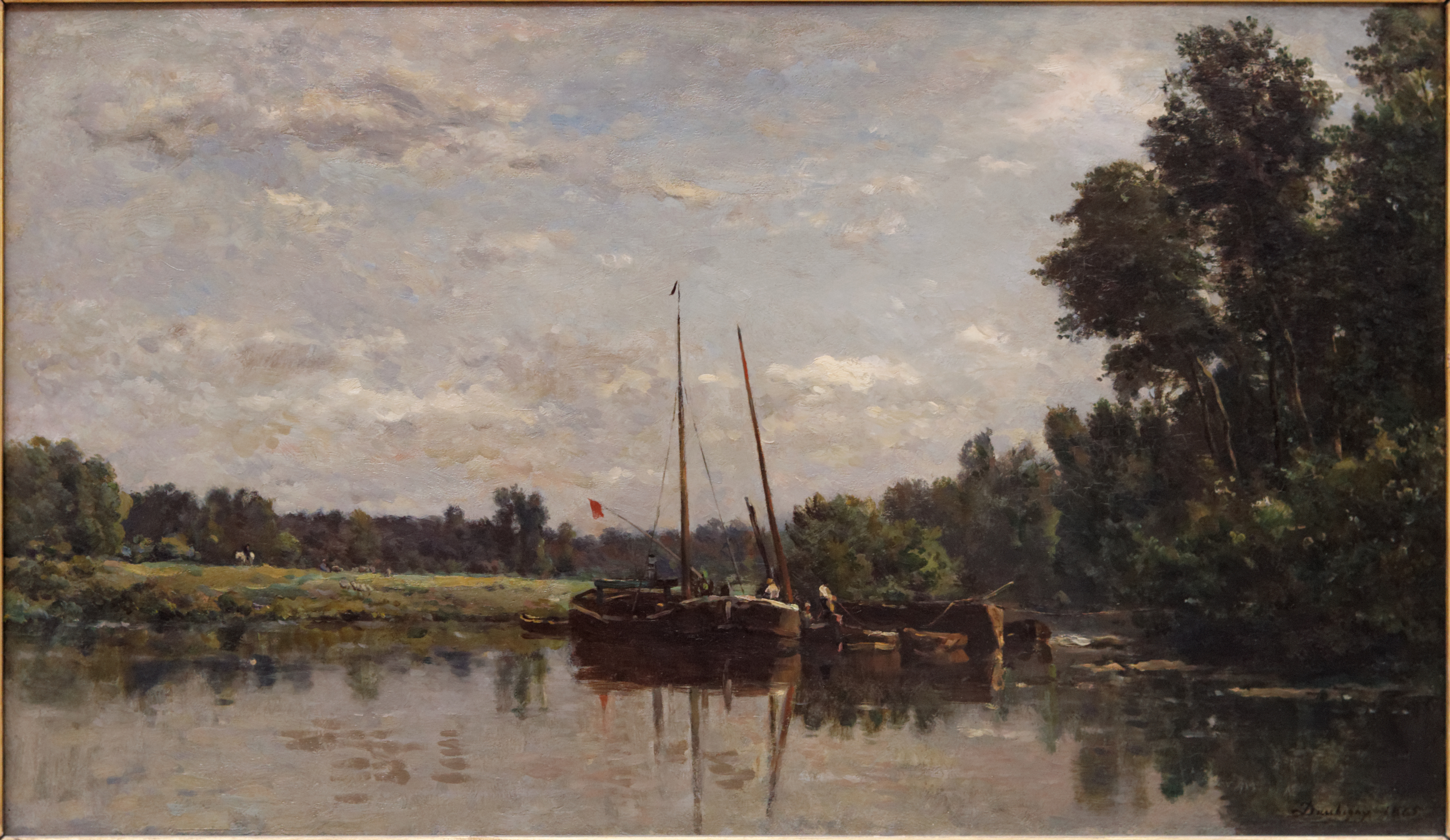
Boote auf der Oise

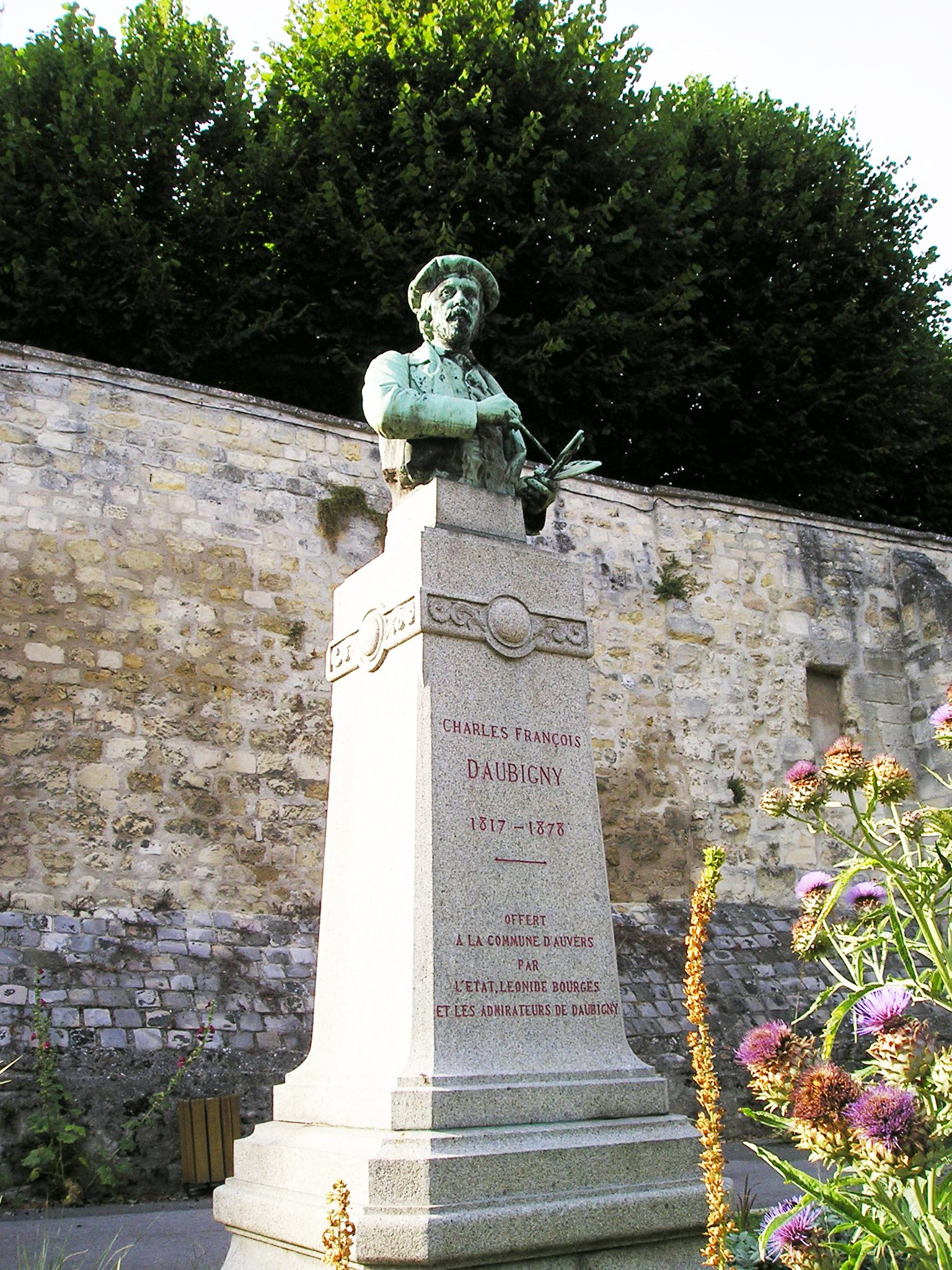
Denkmal zu Ehren des Malers in Auvers-sur-Oise

Charles-François Daubigny (* 15. Februar 1817 in Paris; † 19. Februar 1878 ebenda) war ein französischer Maler und Grafiker.

## Leben
Daubigny war Schüler seines Vaters, eines Miniaturmalers, und Paul Delaroches. Er beteiligte sich bereits seit 1838 mit Landschaften klassischer Richtung an Ausstellungen, kam aber erst Anfang der 1850er Jahre zu voller Entwicklung und allgemeiner Anerkennung.
Sein Ziel war, die Landschaft von den poetischen und subjektiven Zutaten zu befreien, die ihr nach seiner Meinung noch die Romantiker wie Narcisso Virgilio Díaz de la Peña, Jules Dupré und Théodore Rousseau beigelegt hatten, und ein ungeschminktes und unmittelbares Abbild der Natur zu liefern. Die persönliche Empfindung des Malers sollte bei der Wiedergabe des Gesehenen nicht mitsprechen. Trotzdem fand sich Daubigny mit den vorgenannten Künstlerkollegen in der Schule von Barbizon wieder.
Seine Skizzen, die Daubigny oft als Aquarelle schuf, wurden vom Publikum wie auch von der Kunstkritik als „hübsch, gefällig und poetisch“ gesehen. Obwohl Daubigny nichts dafür tat, wurden auch die – nach diesen Vorentwürfen – entstandenen Landschaftsbilder als „poetisch“ eingestuft. Er wollte aber keine poetische Stimmung in sie hineintragen, und um schließlich jedem „Verdacht“ absichtlichen poetischen Reizes aus dem Weg zu gehen, wählte er die reizlosesten und unscheinbarsten Motive, nur allein nach der absoluten Wahrheit strebend. Gleichwohl gab aber stets ein gewisses Stimmungselement den Ton für seine delikate Färbung an.
Hervorzuheben ist sein Bemühen, die mit der Freilichtmalerei verbundene Spontaneität und Unmittelbarkeit in seinen Ausstellungsbildern zu bewahren. Hierfür erntete er seiner Zeit viel Lob, aber auch harsche Kritik. Doch Daubigny blieb bei seiner Malweise und beeinflusste in den 1860er Jahren stark den Impressionismus mit seinem plastischen Farbauftrag und den raschen Pinselstrichen. Er ließ sich 1860 in Auvers-sur-Oise nieder und befuhr auf der Suche nach geeigneten Naturmotiven von 1856 an oft die Seine und die Oise mit einem Atelierboot. Das Malen von einem Boot aus übernahm Claude Monet von ihm.

## Werke (Auswahl)
- Schleuse im Tal von Optevoz (um 1855)[2][1]
- Der Frühling (1857)
- Die Ufer der Oise (1859)
- Der Mondaufgang (1877)
- Die Mühlen in Dordrecht (1872)
- Französischer Obstgarten zur Erntezeit (1876)